# STAFF ROLL
『STAFF ROLL』（スタッフ・ロール）は、野猿の1枚目のオリジナル・アルバム。1999年3月10日発売。

## 解説
1999年3月25日に行われた横浜アリーナでの初コンサートに合わせて発売された。
「Get down」「叫び」「SNOW BLIND」「Be cool!」を含む全12曲を収録。
本作収録の全シングル曲はフジテレビ系『とんねるずのみなさんのおかげでした』のタイアップ楽曲。
初回生産盤は、三方背BOXでミニ写真集が封入。
「第41回日本レコード大賞」企画賞を受賞。

## 収録曲
| 全作詞: 秋元康 (#12、作詞: 木梨憲武)、全作曲: 後藤次利。 |                                                            |                               |            |                    |      |
| #                                                        | タイトル                                                   | 作詞                          | 作曲・編曲 | 編曲               | 時間 |
| 1.                                                       | 「Be cool!」                                               | 秋元康 (#12、作詞: 木梨憲武 ) | 後藤次利   | 後藤次利           | 4:53 |
| 2.                                                       | 「おまえがいれば -You are my only……-」                     | 秋元康 (#12、作詞: 木梨憲武 ) | 後藤次利   | 後藤次利           | 5:43 |
| 3.                                                       | 「SNOW BLIND」                                             | 秋元康 (#12、作詞: 木梨憲武 ) | 後藤次利   | 後藤次利、田原音彦 | 5:15 |
| 4.                                                       | 「Time has gone.」                                         | 秋元康 (#12、作詞: 木梨憲武 ) | 後藤次利   | 後藤次利           | 4:48 |
| 5.                                                       | 「叫び」                                                   | 秋元康 (#12、作詞: 木梨憲武 ) | 後藤次利   | 後藤次利、田原音彦 | 4:57 |
| 6.                                                       | 「Freedom machine」                                        | 秋元康 (#12、作詞: 木梨憲武 ) | 後藤次利   | 後藤次利           | 3:03 |
| 7.                                                       | 「SOMEDAY」                                                | 秋元康 (#12、作詞: 木梨憲武 ) | 後藤次利   | 後藤次利           | 4:45 |
| 8.                                                       | 「Every war Every fight」                                  | 秋元康 (#12、作詞: 木梨憲武 ) | 後藤次利   | 後藤次利           | 5:44 |
| 9.                                                       | 「孤独に一番近い場所」                                     | 秋元康 (#12、作詞: 木梨憲武 ) | 後藤次利   | 後藤次利           | 5:51 |
| 10.                                                      | 「Get down」                                               | 秋元康 (#12、作詞: 木梨憲武 ) | 後藤次利   | 後藤次利、田原音彦 | 4:44 |
| 11.                                                      | 「風よ」                                                   | 秋元康 (#12、作詞: 木梨憲武 ) | 後藤次利   | 後藤次利           | 5:23 |
| 12.                                                      | 「KONOMAMAZUTTO (ITSUKAFUTARIDE)」(シークレット・トラック) | 秋元康 (#12、作詞: 木梨憲武 ) | 後藤次利   | 後藤次利           | 4:33 |
| 合計時間:                                                | 合計時間:                                                  | 合計時間:                     | 59:39      |                    |      |

### 楽曲解説
1. Be cool!
『第50回NHK紅白歌合戦』出場曲。
4thシングル。
2. SNOW BLIND
3rdシングル。
3. 叫び
2ndシングル。
4. Freedom machine
ダンサーチームがメインの楽曲。
5. 孤独に一番近い場所
平山晃哉のソロナンバー。
6. Get down
結成時メンバーでの作品。
デビューシングル
7. KONOMAMAZUTTO（ITSUKAFUTARIDE）
シークレット・トラックとして収録。

## 参加ミュージシャン
- Be cool!
  - 後藤次利：Bass
  - 西川進：Guitar
  - 荒木敏男, 西村浩二：Trumpet
  - 村田陽一：Trombone
  - 坪倉唯子, 和田恵子：Chorus
- おまえがいれば ｰYou are my only...ｰ
  - 後藤次利：Bass
  - 西川進：Guitar
  - 八木のぶお：Harmonica
  - 坪倉唯子, 和田恵子：Chorus
- SNOW BLIND
  - 後藤次利：Bass
  - 富樫春生：Keyboards
  - 西川進：Guitar
  - 佐々木久美, 国分友里恵：Chorus
- Time has gone. 
  - 後藤次利：Bass
  - 今剛：Guitar
  - 坪倉唯子, 和田恵子：Chorus
- 叫び
  - 後藤次利：Bass
  - 田原音彦：Keyboards, Chorus
  - 西川進：Guitar
  - 坪倉唯子, 羽田朋子：Chorus
  - ASA-CHANG：Percussion
- Freedom machine
  - 後藤次利：Guitar, Bass
  - 鶴崎康宏：Guitar
  - 富樫春生：Keyboards
  - 坪倉唯子, 和田恵子：Chorus
- SOMEDAY
  - 後藤次利：Bass
  - 西川進：Guitar
  - 富樫春生：Keyboards
  - 坪倉唯子, 和田恵子：Chorus
- Every war Every fight 
  - 後藤次利：Bass
  - 西川進：Guitar
  - 坪倉唯子, 和田恵子：Chorus
- 孤独に一番近い場所
  - 平山晃哉：Vocal
  - 後藤次利：Bass
  - 西川進：Guitar
  - 坪倉唯子, 和田恵子：Chorus
- Get down
  - 後藤次利：Bass
  - 田原音彦：Keyboards, Chorus
  - 田中倫明：Percussion
  - 西川進：Guitar
  - 大滝裕子：Chorus
- 風よ
  - 後藤次利：Bass
  - 今剛：Guitar
  - 富樫春生：Keyboards
  - 坪倉唯子, 和田恵子：Chorus